# Madden NFL 24
Madden NFL 24 è un videogioco di football americano sviluppato da EA Tiburon e pubblicato da Electronic Arts il 18 agosto 2023.
Si tratta del trentasettesimo capitolo della serie videoludica Madden NFL e il secondo ad essere stato rilasciato dopo la morte dell'ex allenatore e telecronista John Madden, da cui la serie aveva tratto denominazione.

## Copertina
La copertina del videogioco vede figurare Josh Allen, il quarterback dei Buffalo Bills.

## Novità
Madden NFL 24 introduce esclusive funzionalità di nuova generazione, tra cui la tecnologia SAPIEN, che consente movimenti più realistici e modelli di giocatori più realistici. Il gameplay include il ritorno degli arbitri in campo, blocchi migliorati e Fieldsense. Migliora anche il sistema di placcaggio con oltre 1.000 nuove animazioni.
La modalità Franchise include il ritorno dei minigiochi per la prima volta dopo Madden NFL 12, un numero maggiore di slot di scambio, l'aggiunta di più città, divise nuove e aggiornate per il trasferimento, un sistema di free agency e il sistema di draft migliorato.
La modalità Superstar fa il suo ritorno come modalità esclusiva per le console di nuova generazione con una per i giocatori offline intitolata "The League", e una per i giocatori online intitolata "Showdown", conosciuta anche nella scorsa generazione come "The Yard".
Il quarterback dei Buffalo Bills Josh Allen è stato rivelato come atleta di copertina del videogioco nel giugno 2023.

## Accoglienza
L'aggregatore online di recensioni Metacritic riporta una valutazione media delle critiche professionali pari a 65/100 per la versione per PlayStation 5 e a 62/100 per la versione per Xbox Series X e Series S, mentre IGN riporta invece una valutazione di 6/10.